# Gorski Jevreji
Gorski Jevreji (Dagh Chufuti; Judeo-Tati, Židovski Tati) su jevrejska etnička zajednica iz Dagestana (3.100) i Azerbejdžana (17.000) i Izraela gdje su se mnogi iselili (43.000) 2006. Ukupno ih ima 62,000.

## Jezik
Jezik Judeo-Tata (judeo-tatski, židovsko-tatski, bik, dzhuhuric, juwri, juhuri) pripada iranskoj grani indoevropske jezičke porodice, odnosno istoj kao i jezik Tata (naroda muslimanske vere), sa kojim je srodan.

## Pismo
Pre je bio pisan hebrejskim slovima, a danas se primjenjuje ćirilica.

## Istorija
Brojni su Gorski Jevreji koji su se danas iselili u Izrael. Ruski popis stanovništva iz 2002. navodi 3.394 pripadnika ovog naroda, koji su građani Ruske federacije. Preci Gorskih Jevreja potiču iz Vavilona. Prva naselja i prve sinagoge se može naći u gradu Derbentu u Dagestanu. Uprkos verovanjima mnoštva ljudi, Gorski Jevreji su bili u Derbentu i pre hazarske vlasti. Jevrejska vera i običaji su vekovima održavani i negovani.

## Spoljašnje veze
- Mountain Jews
- Are Mountain Jews Descended from the Khazars?